# Гедрайтис, Альфонсас Викторович
Альфонсас Викторович Гедрайтис — советский хозяйственный, государственный и политический деятель.

## Биография
Родился в 1925 году в Латаве. Член КПСС.
С 1946 года — на хозяйственной, общественной и политической работе. В 1946—2006 гг. — начальник Йонишкелисского пункта Паневежского сахарного завода, агроном Союза сельскохозяйственной кооперации Аникщяйского уезда, агроном, директор Рамигалинской машинно-тракторной станции, председатель колхоза «Эришкяй» Паневежского района Литовской ССР, председатель правления Эришкесского сельскохозяйственного общества.
Избирался депутатом Сейма Литовской Республики в 1992—1996 годах.
Умер в Эришкяе в 2007 году.